# Enmienda sobre el Aborto en Arizona de 2024
La Enmienda sobre el Aborto en Arizona de 2024 o Proposición 139 es una propuesta de enmienda constitucional que aparecerá en la boleta electoral el 5 de noviembre de 2024 en Arizona. Si se aprueba, la enmienda establecería el derecho al aborto voluntario  hasta la viabilidad fetal en la Constitución de Arizona. Para su aprobación, se requiere una mayoría simple de votos.

## Historia
En el siglo XIX, las legislaturas estatales comenzaron a implementar prohibiciones al aborto principalmente con el objetivo de proteger la vida de la madre, debido a las altas tasas de mortalidad asociadas a los procedimientos de aborto. La primera prohibición del aborto en Arizona se aprobó en 1864 y establecía:
"[T]oda persona que administre o haga que se administre o tome cualquier sustancia medicinal, o que use o haga que se use cualquier instrumento, con la intención de provocar el aborto espontáneo de cualquier mujer que esté encinta, y de ello siendo debidamente condenado, será castigado con reclusión en el penal Territorial por un término no menor de dos años ni mayor de cinco años."
En 1973, la Corte Suprema de los Estados Unidos, mediante el fallo Roe contra Wade, invalidó esta prohibición total al reconocer el derecho constitucional al aborto hasta la viabilidad fetal. En 2022, la Legislatura de Arizona aprobó una "ley gatillo" que prohíbe el aborto después de la semana 15 de embarazo, diseñada para entrar en vigor si Roe era revocado.
Ese mismo año, la decisión de la Corte Suprema de los Estados Unidos en el caso Dobbs contra la Organización de Salud de la Mujer Jackson revocó el derecho otorgado por Roe, lo que generó confusión sobre cuál de las dos leyes de aborto de Arizona debía entrar en vigor: el entonces gobernador David Ducey respaldó la prohibición de 15 semanas, mientras que el fiscal general Mark Brnovich sostuvo que debía aplicarse la prohibición total original.
En noviembre de 2022, Katie Hobbs y Kris Mayes, ambas defensoras del derecho al aborto, fueron elegidas gobernadora y fiscal general de Arizona, respectivamente; su elección fue vista como parte de la llamada reacción del efecto Dobbs contra el fallo. El mes siguiente, un fallo de un tribunal de apelaciones del estado determinó que la ley de 2022 debería tener prioridad, permitiendo que se realicen abortos de hasta 15 semanas de embarazo en Arizona.  En julio de 2023, Hobbs emitió una orden ejecutiva que despojaba a los fiscales locales de su capacidad de presentar procesamientos por la prohibición de 15 semanas o (si se restableciera en la corte) la prohibición de 1864, y asignaba ese poder a Mayes, quien, a su vez, declaró que no tenía intención de presentar jamás tales procesamientos.  
El 9 de abril de 2024, la Corte Suprema de Arizona, controlada por los republicanos, dictaminó en el caso Planned Parenthood Arizona v. Mayes que la ley de 1864 podía aplicarse.  Sin embargo, el 1 de mayo, ante nuevas reacciones negativas, la Legislatura de Arizona derogó la ley de 1864, dejando vigente la prohibición de 15 semanas.  La Proposición 139 invalidó la prohibición de 15 semanas, restableciendo la situación legal anterior a la derogación de Roe. 

## Contenido
El título oficial de la votación es el siguiente:
PROPOSICIÓN 139
PROPUESTA POR PETICIÓN DE INICIATIVA RELATIVA AL DERECHO FUNDAMENTAL AL ABORTO.
Título oficial
ENMIENDA AL ARTÍCULO II, CONSTITUCIÓN DE ARIZONA, AÑADIENDO LA SECCIÓN 8.1; RELATIVA AL DERECHO FUNDAMENTAL AL ABORTO.
Título descriptivo
CREA UN DERECHO FUNDAMENTAL AL ABORTO. LIMITA LA CAPACIDAD DEL ESTADO PARA INTERFERIR CON ESE DERECHO ANTES DE LA VIABILIDAD FETAL. DESPUÉS DE LA VIABILIDAD FETAL, SE PERMITE EL ABORTO CUANDO SEA NECESARIO PARA PROTEGER LA VIDA O LA SALUD DE LA PERSONA EMBARAZADA. PROHÍBE LAS LEYES QUE PENALIZAN A UNA PERSONA POR AYUDAR A OTRA A ABORTAR.
Si se aprueba, la medida electoral agregaría el siguiente texto al Artículo 2, Sección 8.1, de la Constitución de Arizona : 
8.1. Derecho fundamental al aborto; definiciones
A. Toda persona tiene el derecho fundamental al aborto, y el Estado no promulgará, adoptará ni aplicará ninguna ley, reglamento, política o práctica que realice cualquiera de las siguientes acciones
1. Niegue, restrinja o interfiera con ese derecho antes de la viabilidad fetal, a menos que esté justificado por un interés estatal apremiante que se logre por los medios menos restrictivos.
2. Niegue, restrinja o interfiera con un aborto después de la viabilidad fetal que, a juicio de buena fe de un profesional sanitario tratante, sea necesario para proteger la vida o la salud física o mental de la persona embarazada.
3.Penalice a cualquier persona o entidad por ayudar o asistir a una persona embarazada en el ejercicio de su derecho al aborto según lo dispuesto en esta sección.
B. A los efectos de esta sección
1. «Interés estatal apremiante» significa una ley, reglamento, política o práctica que cumple con ambos de los siguientes requisitos:
(a) Se promulga o adopta con el propósito limitado de mejorar o mantener la salud de una persona que busca atención para el aborto, de conformidad con las normas clínicas aceptadas de la práctica y la medicina basada en la evidencia.
(b) No infringe la toma de decisiones autónoma de ese individuo.
2. Por «viabilidad fetal» se entiende el momento del embarazo en que, según el juicio de buena fe de un profesional sanitario tratante, y basándose en los hechos particulares del caso, existe una probabilidad significativa de supervivencia del feto fuera del útero.
3. «Estado» significa este estado, cualquier agencia de este estado o cualquier subdivisión política de este estado.

## Posiciones
A favor:

###### Senadores de Estados Unidos
- Jacky Rosen, Senadora estadounidense por Nevada (2019-presente) (Demócrata)

###### Funcionarios estatales
- Katie Hobbs, 24º Gobernadora de Arizona (2023-presente) (Demócrata)

###### Organizaciones
- Fundación para Libertad de la Religión

## Sondeo
| Fuente del sondeo            | Fechas administrada           | Tamaño de la muestra | Margen de error | A favor | Encontra | Undecided |
| ---------------------------- | ----------------------------- | -------------------- | --------------- | ------- | -------- | --------- |
| Noble Predictive 28          | Octubre 28-30, 2024           | 775 (LV)             | ± 3.5%          | 57%     | 33%      | 9%        |
| CBS News/YouGov              | Octubre 11- 16, 2024          | 1,434 (RV)           | ± 3.3%          | 52%     | 33%      | 15%       |
| Fox News                     | Septiembre 20 -24, 2024       | 1,021 (RV)           | ± 3.0%          | 72%     | 26%      | 2%        |
| New York Times/Siena College | Septiembre 17- 21 , 2024      | 713 (RV)             | ± 4.4%          | 58%     | 35%      | 7%        |
| Fox News                     | Agosto 23-26, 2024            | 1,014 (RV)           | ± 3.0%          | 73%     | 23%      | 4%        |
| KFF                          | 23 de mayo-5 de junio de 2024 | 3,192 (Female RV)    | ± 5%            | 67%     | 32%      | 0%        |
| CBS News/YouGov              | Mayo 10- 16, 2024             | 1510 (LV)            | ± 3.3%          | 65%     | 21%      | 14%       |
| Noble Predictive Insights    | Mayo 7- 14, 2024              | 1,003 (RV)           | ± 3.09%         | 41%     | 41%      | 18%       |